# Folifer brevifilis
Folifer brevifilis es una especie de peces de la familia Cyprinidae en el orden de los Cypriniformes.

## Hábitat
Es un pez de agua dulce.

## Distribución geográfica
Se encuentra en la China, Vietnam, Laos y Tailandia.